# Vilson Ahmeti
Vilson Faik Ahmeti (ur. 5 września 1951 w Fierze) – albański inżynier i urzędnik państwowy, minister, w latach 1991–1992 premier Albanii.

## Życiorys
Z wykształcenia inżynier mechanik, absolwent Uniwersytetu Tirańskiego z 1973. Do 1978 pracował w wyuczonym zawodzie jako inżynier w fabryce pojazdów silnikowych, następnie został urzędnikiem państwowym w departamencie handlu zagranicznego. W 1987 objął stanowisko wiceministra w resorcie żywności. W 1991 został ministrem przemysłu w gabinecie Fatosa Nano, następnie w tym samym roku powołano go na ministra żywności w rządzie jedności narodowej, którym kierował Ylli Bufi. Kraj znajdował się wówczas w narastającym kryzysie gospodarczym. Współrządzący z komunistami demokraci zaczęli stawiać żądania m.in. nowych wyborów i rozliczenia działaczy komunistycznych, a po ich odrzuceniu w grudniu 1991 opuścili koalicję, co skutkowało upadkiem gabinetu. Komunistyczny prezydent Ramiz Alia w obliczu rosnących niepokojów społecznych (m.in. polegających na plądrowaniu magazynów żywności) na nowego premiera wyznaczył bezpartyjnego Vilsona Ahmetiego. Urząd ten objął 11 grudnia 1991 i sprawował go do 13 kwietnia 1992, kiedy to po wygranych przez Demokratyczną Partię Albanii wyborach zastąpił go Aleksandër Meksi.
Vilson Ahmeti przez pewien czas pełnił funkcję doradcy swojego następcy. W 1993 został skazany na karę 2 lat pozbawienia wolności za domniemane nadużycie władzy związane z wypłaceniem równowartości 1,6 miliona dolarów Francuzowi, który miał zająć się negocjacjami dotyczącymi albańskiego długu. Przez pewien czas więziony, ostatecznie w połowie lat 90. został prawomocnie uniewinniony od popełnienia tego czynu.
Wycofał się z działalności publicznej. W późniejszych latach zajął się działalnością menedżerską (m.in. jako przedstawiciel przedsiębiorstwa Mabetex w Albanii), został też konsulem honorowym Kazachstanu.